# 牧郷村
牧郷村（まきさとむら）は長野県更級郡にあった村。
現在の長野市南西部、大岡中牧・大岡弘崎および信州新町地区のうち犀川以南にあたる。

## 地理
- 山：城山
- 河川：犀川

## 歴史
- 1889年（明治22年）4月1日 - 町村制の施行により、中牧村・弘崎村・牧田中村・牧野島村・下市場村・竹房村の区域をもって発足。
- 1956年（昭和31年）9月30日 - 分割され、中牧・弘崎の各一部が大岡村、残部が上水内郡信州新町に編入。同日牧郷村廃止。
- 2005年（平成17年）1月1日 - 大岡村が長野市に編入。
- 2010年（平成22年）1月1日 - 信州新町が長野市に編入。

## 交通

### 道路
- 国道19号